# Кунцевич, Константин Николаевич
Константи́н Никола́евич Кунце́вич  (8 февраля 1951, г. Толочин, Витебская область - 2012 г. , г. Минск) — белорусский политолог и социолог; доктор социологических наук (1994), доцент кафедры конституционного права юридического факультета БГУ (1994), профессор кафедры дипломатической и консульской службы факультета международных отношений БГУ (1996), руководитель специализации «Консульская служба».

## Биография
Константин Николаевич Кунцевич родился 8 февраля 1951 г. в г. Толочине Витебской области.
После окончания средней школы в родном городе и срочной службы в рядах Советской Армии (1969–1971) поступает на подготовительное отделение Ленинградского государственного университета им. А.А. Жданова. Через год стал студентом факультета философии ЛГУ.
В 1977 г. с отличием окончил философский факультет Ленинградского госуниверситета, а затем аспирантуру БГУ, досрочно защитив кандидатскую диссертацию.
Работал на кафедре политологии БГУ, одновременно являлся деканом факультета общественных профессий.
Закончив спецкурсы французского языка в Ленинграде и стажировку  во Франции, едет в столицу Конго Браззавиль преподавать на французском языке в местном университете гуманитарные науки. С 1988 по 1990 г. Константин Николаевич преподавал в университете Народной Республики Конго.
В 1994 г. после окончания докторантуры БГУ К.Н. Кунцевич успешно защитил докторскую диссертацию на тему «Эволюция социологической концепции либерализма» и стал доктором социологических наук.
В феврале 1994 г. работал в качестве доцента кафедры конституционного права юридического факультета БГУ.
С 1996 г. являлся профессором кафедры дипломатической и консульской службы факультета международных отношений.

## Научная деятельность
Являлся руководителем специализации «Консульская служба». Основной круг научных интересов: консульская служба, конституционное право Республики Беларусь и зарубежных стран. Имел более 40 публикаций научного и учебно- методического характера, в том числе 4 — на французском языке. Издал 3 курса по конституционному праву. Автор шести монографий, трех учебников на французском языке, 16 учебных пособий. 
К числу его основных трудов можно отнести:
- «L’istore des idees politiqus»: Учебное пособие. Браззавиль, 1990;
- «La philosofie»: В 2-х ч.: Учебное пособие. Браззавиль, 1990 (в соавт.);
- «Либерализм: сущность, истоки, перспективы» 1993;
- Дипломатический словарь, 1999 (в соавт.);
- «Сравнительное констиуционное право»,1998;
- «Конституционное право Республики Беларусь» (2001, 2003[3] , 2005, 2006);
- «Сравнительный конституционализм» (учебное пособие с грифом Министерства образования Республики Беларусь (2003));
- «Основы консульской службы» (2008).